# Han van Krieken
Joannes Henricus Josephus Maria (Han) van Krieken (Tilburg, 9 juli 1956) is een Nederlands medicus. Van  2016 tot 2023 was hij rector magnificus van de Radboud Universiteit te  Nijmegen. Zijn onderzoek heeft geleid tot nieuwe inzichten en betere diagnoses van kanker in het proces van uitzaaiingen. Van Krieken is verkozen tot honorair lid van de Royal College of Pathology. Hij werd in 2019 door het internationale medisch tijdschrift The Pathologist gekozen in de top 100 van invloedrijke pathologen.
Van Krieken studeerde geneeskunde aan de Rijksuniversiteit Leiden en volgde de specialisatie pathologie. In 1985 promoveerde hij in Leiden op het proefschrift The architecture of the human spleen. Hij was werkzaam in het Leids Universitair Medisch Centrum en het Diaconessenhuis en was daarnaast gastonderzoeker (1987) aan de Christian Albrechts-Universiteit in Kiel (Duitsland) en deed een fellowship (1989-90) aan het National Cancer Institute in Bethesda (Verenigde Staten).
In 1999 werd hij aan de Radboud Universiteit Nijmegen (destijds Katholieke Universiteit Nijmegen) benoemd tot hoogleraar tumorpathologie en sinds 2004 pathologie. In 2008 werd Van Krieken directeur van het Radboud Oncologisch Onderzoeksinstituut en in 2009 werd hij voorzitter van het Radboudumc Centrum voor Oncologie. Op 19 mei 2016 werd Van Krieken geïnstalleerd als rector magnificus van de Radboud Universiteit Nijmegen als opvolger van waarnemend rector magnificus, en tevens voorzitter van het college van bestuur, Gerard Meijer..
In 2023 verscheen in de Gelderlander een artikel waarin hij van grensoverschrijdend gedrag werd beschuldigd. Om de universiteit niet in verlegenheid te brengen gaf hij zijn functie op. Later zou de Volkskrant een reconstructie maken van hetgeen er gebeurd was. In 2017 had hij in een kort gesprek met een medewerkster twee ongelukkig gekozen opmerkingen gemaakt die zij als suggestief had opgevat. Ondanks excuses en bemiddeling had het hem toch een officiële waarschuwing opgeleverd. Omdat beide partijen voor zwijgplicht hadden getekend vocht hij de beslissing niet aan. Jaren later stapte de vrouw alsnog naar de pers (na toestemming van Merel van Vroonhoven, toen Voorzitter Raad van Toezicht). Deze gang van zaken werd door verschillende juristen bekritiseerd en in 2024 oordeelde de Raad voor de Journalistiek dat de Gelderlander aan tendentieuze berichtgeving had gedaan. Bij zijn officiële afscheid op 8 februari 2024 kreeg Van Krieken van burgemeester Hubert Bruls de Zilveren Waalbrugspeld uitgereikt voor zijn verdiensten voor de Nijmeegse gemeenschap. Hij werd opgevolgd door José Sanders.